# Ligier JS2
La Ligier JS2 è una berlinetta sportiva costruita dalla Ligier in piccola serie, dal 1970 al 1975.

## Contesto
La progettazione della vettura inizia nel 1968, quando il pilota Guy Ligier decide di costruire una vettura dalle caratteristiche sportive, adatta a partecipare alle gare di categoria sport. L'idea è di fare un'automobile molto leggera, con un telaio rigido a travatura centrale che possa montare motori diversi ed una carrozzeria in plastica, per la cui realizzazione viene incaricato Pietro Frua.
Al 56º Salone dell'automobile di Parigi viene presentata la Ligier JS1, un prototipo dotato di motore Ford-Cosworth V6 di 1.600 cm³, il cui sviluppo comporterà la costruzione di tre successivi esemplari che porteranno, l'anno seguente, alla presentazione del modello definitivo.
Sempre al Salone di Parigi e con carrozzeria curata da Frua, viene esposta la Ligier JS2 dotata di un motore Ford-Cosworth V6 di 1.800 cm³. Le qualità della vettura misurate in pista e la necessità di battersi contro le vetture sport di Alfa Romeo, Ferrari e Porsche fanno optare per una motorizzazione più corposa e, allo scopo, viene scelto il motore V6 di 2.700 cm³ prodotto dalla Maserati per la Citroën SM. I lavori di adattamento alla nuova motorizzazione si rivelano più impegnativi del previsto, rimandando la consegna degli esemplari già prenotati ai primi mesi del 1972.
Subito utilizzata nelle gare, la JS2 si rivela una concorrente temibile, tanto da meritare l'interessamento diretto della Maserati che, appositamente, confeziona una versione del motore V6 con cilindrata aumentata a 2.965 cm³, doppio albero a camme in testa e distribuzione a 4 valvole per cilindro, che sviluppa una potenza di 190 CV e consente una velocità di 240 km/h. È questa la versione più matura, destinata a restare anche l'ultima, che riuscirà a conquistare la maggior parte degli allori sulle piste di tutta Europa.
La produzione terminò nel 1975, anche in conseguenza della messa in liquidazione della Maserati, nel 1973, che aveva causato notevoli difficoltà di approvvigionamento delle motorizzazioni e tolto ogni possibilità di sviluppo. Ne furono costruiti 225 esemplari, dei quali 80 in versione stradale.

## La JS2 Cosworth

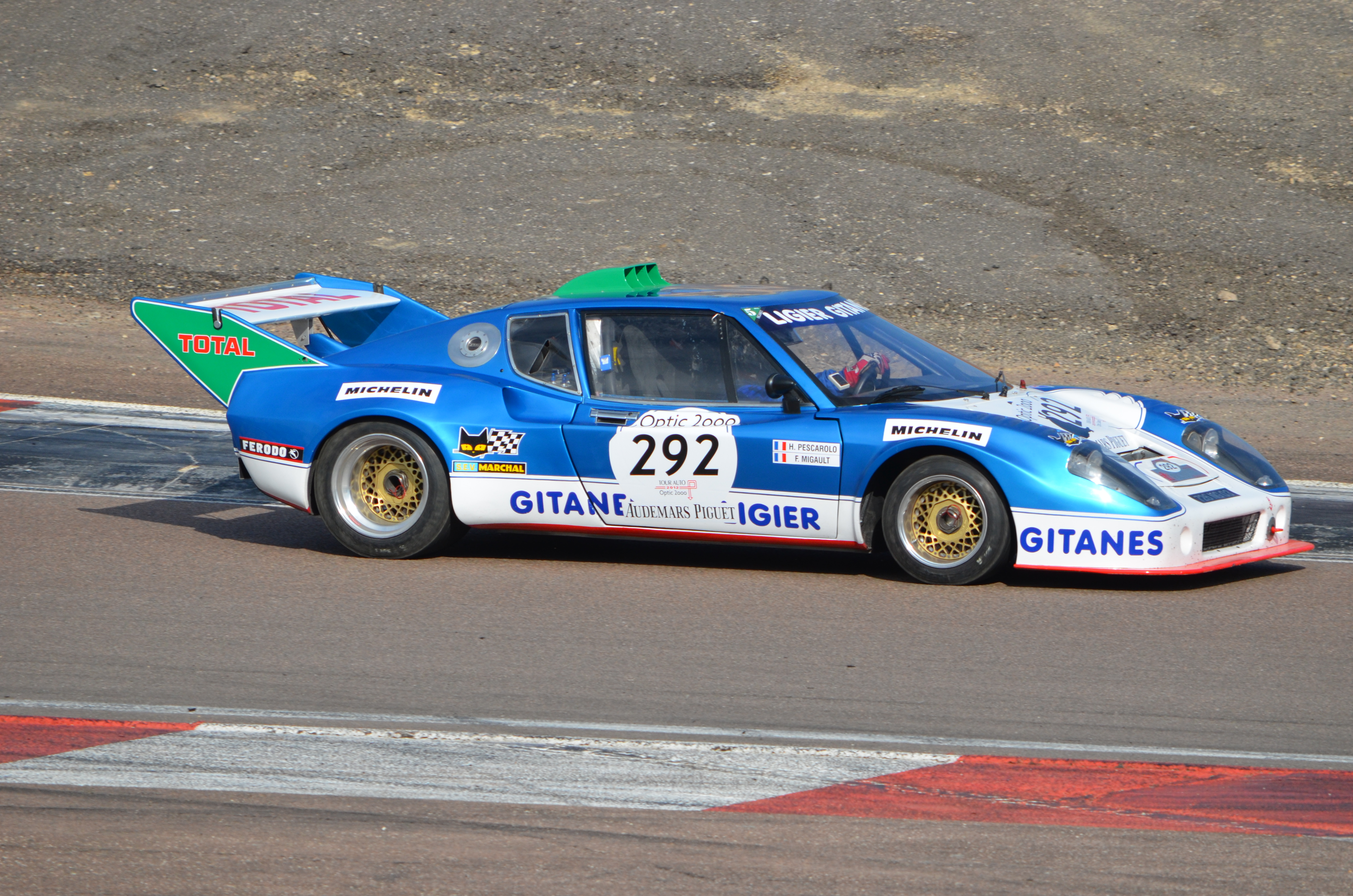
La Ligier JS2 Cosworth ad un raduno del 2012

Alla 24 Ore di Le Mans 1975 due JS2 furono profondamente modificate per poter accogliere in luogo del propulsore originale il motore Ford Cosworth DFV da tre litri con architettura 8 cilindri a V, accoppiato ad un cambio Hewland. Queste JS2 furono iscritte tra le Sport prototipo (insieme ad una terza JS-2 che conservava il motore V6 Maserati) alla gara di Le Mans, dopo aver preso parte ad alcune gare del campionato del mondo che precedevano la classica 24 Ore come banco di prova. Al termine della gara due vetture non tagliarono il traguardo, ma la terza (con motore Ford Cosworth) ottenne il secondo posto assoluto condotta da Jean-Louis Lafosse e da Guy Chasseuil.

## Caratteristiche tecniche
| Caratteristiche tecniche - Ligier JS2 del 1973                                                          | Caratteristiche tecniche - Ligier JS2 del 1973 | Caratteristiche tecniche - Ligier JS2 del 1973 | Caratteristiche tecniche - Ligier JS2 del 1973 | Caratteristiche tecniche - Ligier JS2 del 1973 | Caratteristiche tecniche - Ligier JS2 del 1973 |
| Configurazione                                                                                          | Configurazione | Configurazione | Configurazione | Configurazione | Configurazione |
| --- | --- | --- | --- | --- | --- |
| Carrozzeria: in materiale sintetico tipo coupé a due porte                                              | Carrozzeria: in materiale sintetico tipo coupé a due porte | Posizione motore: centrale trasversale | Posizione motore: centrale trasversale | Trazione: posteriore | Trazione: posteriore |
| Dimensioni e pesi                                                                                       | | | | | |
| Ingombri (lungh.×largh.×alt. in mm): 4250 × 1720 × 1150                                                 | Ingombri (lungh.×largh.×alt. in mm): 4250 × 1720 × 1150 | Ingombri (lungh.×largh.×alt. in mm): 4250 × 1720 × 1150 | Ingombri (lungh.×largh.×alt. in mm): 4250 × 1720 × 1150 | Diametro minimo sterzata: 13,5 m | Diametro minimo sterzata: 13,5 m |
| Interasse: 2350 mm                                                                                      | Interasse: 2350 mm | Carreggiate: anteriore 1410 - posteriore 1410 mm | Carreggiate: anteriore 1410 - posteriore 1410 mm | Altezza minima da terra: 140 mm | Altezza minima da terra: 140 mm |
| Posti totali: 2                                                                                         | Posti totali: 2 | Bagagliaio: | Bagagliaio: | Serbatoio: 94 l | Serbatoio: 94 l |
| Masse                                                                                                   | a vuoto: 850 kg | a vuoto: 850 kg | a vuoto: 850 kg | a vuoto: 850 kg | a vuoto: 850 kg |
| Meccanica                                                                                               | | | | | |
| Tipo motore: a 4 tempi, esacilindrico a V di 90°, blocco e testa in lega leggera, raffreddato a liquido | Tipo motore: a 4 tempi, esacilindrico a V di 90°, blocco e testa in lega leggera, raffreddato a liquido | Tipo motore: a 4 tempi, esacilindrico a V di 90°, blocco e testa in lega leggera, raffreddato a liquido | Cilindrata: (alesaggio 87 mm, corsa 75 mm) 2.670 cm³ | Cilindrata: (alesaggio 87 mm, corsa 75 mm) 2.670 cm³ | Cilindrata: (alesaggio 87 mm, corsa 75 mm) 2.670 cm³ |
| Distribuzione: a 12 valvole con 2 alberi a camme in testa per ogni bancata e punterie idrauliche        | Distribuzione: a 12 valvole con 2 alberi a camme in testa per ogni bancata e punterie idrauliche | Distribuzione: a 12 valvole con 2 alberi a camme in testa per ogni bancata e punterie idrauliche | Alimentazione: 3 carburatori invertiti a doppio corpo Weber 42DCNF | Alimentazione: 3 carburatori invertiti a doppio corpo Weber 42DCNF | Alimentazione: 3 carburatori invertiti a doppio corpo Weber 42DCNF |
| Prestazioni motore                                                                                      | Potenza: 170 CV (DIN) a 5.500 giri/min / Coppia: 23,5 mkg DIN a 4.000 giri/min | Potenza: 170 CV (DIN) a 5.500 giri/min / Coppia: 23,5 mkg DIN a 4.000 giri/min | Potenza: 170 CV (DIN) a 5.500 giri/min / Coppia: 23,5 mkg DIN a 4.000 giri/min | Potenza: 170 CV (DIN) a 5.500 giri/min / Coppia: 23,5 mkg DIN a 4.000 giri/min | Potenza: 170 CV (DIN) a 5.500 giri/min / Coppia: 23,5 mkg DIN a 4.000 giri/min |
| Accensione:                                                                                             | Accensione: | Accensione: | Impianto elettrico: V 12 con batteria Ah 70, alternatore W 900 e 4 fari allo iodio a scomparsa | Impianto elettrico: V 12 con batteria Ah 70, alternatore W 900 e 4 fari allo iodio a scomparsa | Impianto elettrico: V 12 con batteria Ah 70, alternatore W 900 e 4 fari allo iodio a scomparsa |
| Frizione: monodisco a secco a diaframma con comando idraulico                                           | Frizione: monodisco a secco a diaframma con comando idraulico | Frizione: monodisco a secco a diaframma con comando idraulico | Cambio: a 5 marce tutte sincronizzate | Cambio: a 5 marce tutte sincronizzate | Cambio: a 5 marce tutte sincronizzate |
| Telaio                                                                                                  | | | | | |
| Corpo vettura                                                                                           | in acciaio a trave centrale | in acciaio a trave centrale | in acciaio a trave centrale | in acciaio a trave centrale | in acciaio a trave centrale |
| Sterzo                                                                                                  | a cremagliera | a cremagliera | a cremagliera | a cremagliera | a cremagliera |
| Sospensioni                                                                                             | anteriori: a ruote indipendenti, quadrilateri deformabili con molle elicoidali, barre stabilizzatrici e ammortizzatori telescopici / posteriori: a ruote indipendenti, quadrilateri deformabili con molle elicoidali, barre stabilizzatrici, bracci di reazione e ammortizzatori telescopici | anteriori: a ruote indipendenti, quadrilateri deformabili con molle elicoidali, barre stabilizzatrici e ammortizzatori telescopici / posteriori: a ruote indipendenti, quadrilateri deformabili con molle elicoidali, barre stabilizzatrici, bracci di reazione e ammortizzatori telescopici | anteriori: a ruote indipendenti, quadrilateri deformabili con molle elicoidali, barre stabilizzatrici e ammortizzatori telescopici / posteriori: a ruote indipendenti, quadrilateri deformabili con molle elicoidali, barre stabilizzatrici, bracci di reazione e ammortizzatori telescopici | anteriori: a ruote indipendenti, quadrilateri deformabili con molle elicoidali, barre stabilizzatrici e ammortizzatori telescopici / posteriori: a ruote indipendenti, quadrilateri deformabili con molle elicoidali, barre stabilizzatrici, bracci di reazione e ammortizzatori telescopici | anteriori: a ruote indipendenti, quadrilateri deformabili con molle elicoidali, barre stabilizzatrici e ammortizzatori telescopici / posteriori: a ruote indipendenti, quadrilateri deformabili con molle elicoidali, barre stabilizzatrici, bracci di reazione e ammortizzatori telescopici |
| Freni                                                                                                   | anteriori: a disco Ø 273 mm, superficie frenante 148 cm2 / posteriori: a disco Ø 273 mm, superficie frenante 108 cm2 con servofreno a comando idraulico | anteriori: a disco Ø 273 mm, superficie frenante 148 cm2 / posteriori: a disco Ø 273 mm, superficie frenante 108 cm2 con servofreno a comando idraulico | anteriori: a disco Ø 273 mm, superficie frenante 148 cm2 / posteriori: a disco Ø 273 mm, superficie frenante 108 cm2 con servofreno a comando idraulico | anteriori: a disco Ø 273 mm, superficie frenante 148 cm2 / posteriori: a disco Ø 273 mm, superficie frenante 108 cm2 con servofreno a comando idraulico | anteriori: a disco Ø 273 mm, superficie frenante 148 cm2 / posteriori: a disco Ø 273 mm, superficie frenante 108 cm2 con servofreno a comando idraulico |
| Pneumatici                                                                                              | 195/70 VR14 / Cerchi: 6,5" | 195/70 VR14 / Cerchi: 6,5" | 195/70 VR14 / Cerchi: 6,5" | 195/70 VR14 / Cerchi: 6,5" | 195/70 VR14 / Cerchi: 6,5" |
| Prestazioni dichiarate                                                                                  | | | | | |
| Velocità: 242 km/h                                                                                      | Velocità: 242 km/h | Velocità: 242 km/h | Accelerazione: | Accelerazione: | Accelerazione: |
| Consumi                                                                                                 | 16 l x 100 km | 16 l x 100 km | 16 l x 100 km | 16 l x 100 km | 16 l x 100 km |
| Altro                                                                                                   | | | | | |
| Optional                                                                                                | differenziale autobloccante | differenziale autobloccante | differenziale autobloccante | differenziale autobloccante | differenziale autobloccante |
| Fonte dei dati: Catalogo mondiale dell'automobile 1973, ACI, voce dedicata                              | | | | | |